# C. H. Dodd
Charles Harold Dodd (7 de abril de 1884 - 21 de setembro de 1973) foi um estudioso do Novo Testamento e um influente teólogo protestante galês. Ele é conhecido por promover a "escatologia realizada", ou seja, a crença de que as referências de Jesus ao reino de Deus significavam uma realidade presente em vez de um futuro apocalipse.

## Obras
- The Meaning of Paul for Today (1920),
- The Gospel in the New Testament undated
- The Authority of the Bible (1928).
- The Leader (1930) booklet
- Epistle of Paul to the Romans (1932) Moffatt Commentary
- The Framework of the Gospel Narrative (1932).
- There and Back Again (1932).
- The Mind of Paul: A Psychological Approach (1933).
- The Bible and its Background (1935).
- The Bible and the Greeks (1935).
- The Parables of the Kingdom (1935).
- The Apostolic Preaching and its Developments: Three Lectures with an Eschatology and History (1936).
- The First Epistle of John and the Fourth Gospel (1937).
- History and the Gospel (1938).
- The Bible Today (1946).
- The Johannine Epistles (1946) Moffatt Commentary.
- About the Gospels (1950).
- The Coming of Christ: Four Broadcast Addresses for the Season of Advent (1951).
- Gospel and Law: The Relation of Faith and Ethics in Early Christianity (1951) Bampton Lectures at Columbia University.
- According to the Scriptures: The Substructure of New Testament Theology (1952).
- Christianity and the Reconciliation of the Nations (1952).
- Man In God's Design According to the New Testament (1953) with  Panagiotis Bratsiotis, R. Bultmann, and Henri Clavier.
- The Interpretation of the Fourth Gospel (1953). Contents, pp. 2-46, back-cover description.
- New Testament Studies (1953).
- The Dialogue Form in the Gospels (1954/55).
- Benefits of His Passion (1956).
- How to Read the Gospels (1956).
- Triptych (1958).
- Historical Tradition in the Fourth Gospel (1963). Preface, Contents, pp. 1-44, back-cover descr.
- More New Testament Studies (1968).
- The Founder of Christianity (1970).